# Bussy-le-Grand
 Bussy-le-Grand  là một xã ở tỉnh Côte-d'Or trong vùng Bourgogne-Franche-Comté, phía đông nước Pháp. Khu vực này có độ cao trung bình 428 mét trên mực nước biển.
Dân số theo điều tra năm 1999 của INSEE là 267 người.
Jean-Andoche Junot, một vị tướng của Napoleon sinh ra ở đây. Lâu đài Bussy-Rabutin, là nơi sinh sống của nhà văn thế kỷ 17 Roger de Rabutin, Comte de Bussy, tọa lạc ở xã này.